# Manja Tzatschewa

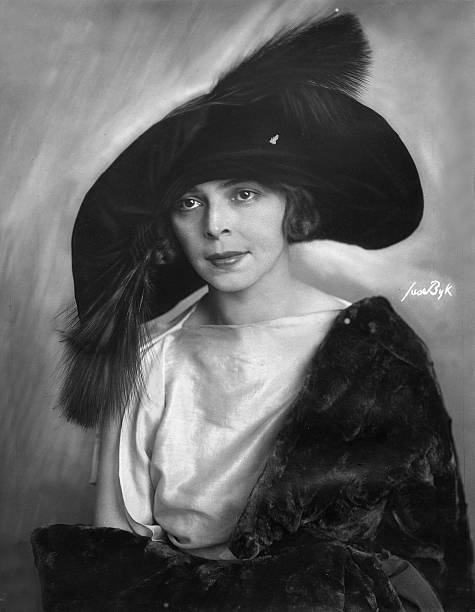
Manja Tzatschewa auf einer Fotografie von Suse Byk, 1922

Maria Trifonowa „Manja“ Tzatschewa (bulgarisch Маня Цачева; * 29. Januarjul. / 10. Februar 1892greg. in Lowetsch, Bulgarien; † 4. März 1960 in Nizza, Frankreich) war eine bulgarisch-deutsche Schauspielerin. Sie erlangte Bekanntheit als Darstellerin beim Stummfilm der Weimarer Republik.

## Leben und Wirken

### Jugendzeit
Manja Tzatschewa wurde in Lowetsch als ältestes von drei Kindern des Beamten Trifon Tzatscheff und seiner Frau Lala, geb. Kiwalowa, geboren. Bald darauf übersiedelte ihre Familie nach Peschtera und Sofia, wo ihr Vater die Forstverwaltung im bulgarischen Landwirtschaftsministerium leitete. Von 1909 bis 1911 war Manja Tzatschewa Gasthörerin an der juristischen Fakultät der Universität Genf, ehe sie sich in Paris Theater- und Literaturstudien widmete. Nach Beginn des Ersten Weltkriegs kehrte sie kurzzeitig nach Bulgarien zurück. Dort ging sie eine Liaison mit dem Lyriker Dimtscho Debeljanow ein, der 1916 als Soldat bei Kampfhandlungen im heutigen Griechenland umkam. Noch während der Kriegsjahre ließ sich Manja Tzatschewa in Berlin nieder und besuchte die Schauspielschule des deutschen Theaters. 1918 soll sie bereits Königlich Bulgarische Hofschauspielerin gewesen sein.

### Beim Stummfilm
Nachdem sie in Berlin zunächst als Tänzerin in Erscheinung getreten war, hatte sie 1917 ihr Filmdebüt in Rudolf Meinerts Die sterbenden Perlen. Danach spielte sie unter Lupu Pick, Richard Oswald und Ewald André Dupont. 1920/21 war Tzatschewa in mehreren Filmen von Manfred Noa zu sehen, mit dem sie zu dieser Zeit verheiratet gewesen sein soll. In den folgenden Jahren spielte sie in einigen kommerziell erfolgreichen Serienfilmen wie Georg Jacobys Der Mann ohne Namen. Daneben stand sie vielfach Modell für Society- und Modejournale. 1926 vertrat sie ihr Heimatland Bulgarien bei der Ersten Internationalen Schauspielerkonferenz in Berlin. Im selben Jahr hatte Tzatschewa in Erich Eriksens Komödie Annemarie und ihr Ulan ihren letzten Filmauftritt.

### Rückzug ins Privatleben und Emigration
Am 12. Oktober 1926 heiratete Manja Tzatschewa den Juristen und Versicherungsmakler für Filmgesellschaften Carl Friedrich Schweitzer (1893–1961), mit dem sie 1911 in Genf studiert hatte. In den folgenden acht Jahren lebte das Ehepaar in einer Wohnung in der Fredericiastraße 29 in Berlin-Charlottenburg. Nach der NS-Machtergreifung war Carl F. Schweitzer wegen seines jüdischen Familienhintergrunds und seiner politischen Gesinnung von der Verhaftung durch die Gestapo bedroht und emigrierte im Herbst 1934 überstürzt nach Frankreich. Manja Tzatschewa folgte ihm gegen Ende des Jahres ins Exil, nachdem sie die luxuriöse Wohnungseinrichtung notgedrungen zu Schleuderpreisen verkauft hatte. Ihr Ehemann fand in Paris rasch wieder Anschluss an die Filmbranche, während Manja Tzatschewa Sprachunterricht erteilte und sich mit verschiedenen Gelegenheitsarbeiten einen kleinen Zusatzverdienst sichern konnte.
Nach Ausbruch des Zweiten Weltkriegs wurde Carl F. Schweitzer 1939 als feindlicher Ausländer interniert, sodass Manja Tzatschewa in eine materielle Notlage geriet. Bald darauf erkrankte sie wieder an Nierentuberkulose, wegen der ihr bereits 1935 eine Niere entfernt worden war. Zunächst kam sie bei Freunden unter, ehe sie einige Jahre später nach Vence an der Côte d’Azur zu einer langwierigen Behandlung ins Sanatorium „Maison Blanche“ eingewiesen wurde. Ihr Mann konnte indessen nach der Kapitulation Frankreichs in den unbesetzten Süden flüchten und schloss sich der Résistance an. Ab Kriegsende wieder vereint, lebte das Ehepaar bis 1954 in der Villa „Sams’ Ufy“ in Beaulieu-sur-Mer bei Manjas Schwester Tzwetta Tzatschewa und deren Mann Guy Prioleau. Durch therapeutische Nebenwirkungen litt Manja Tzatschewa an verschiedenen Folgeerkrankungen ihrer Nierentuberkulose, sodass sie ab 1948 drei Jahre bettlägerig war und bis zu ihrem Tod pflegebedürftig blieb.

### Späte Jahre und Tod
Nach einem kurzen Intermezzo in Nizza remigrierte Manja Tzatschewa 1955 nach Deutschland, wo Carl F. Schweitzer in Arbeitsgemeinschaft mit Carl Heinz Járosy seinen früheren Beruf wiederaufnahm. Zunächst lebte das Ehepaar in Grünwald, später u. a. in der Münchner Pension von Erna Morena. Vom Entschädigungsamt Berlin wurde beiden eine Wiedergutmachung für das erlittene nationalsozialistische Unrecht zuerkannt.
Manja Tzatschewa starb 1960 während eines Aufenthalts in Nizza bei einer Operation im Krankenhaus Sainte-Croix. Ihr Grab befindet sich auf dem Russischen Friedhof in Nizza.

## Familie
Ihre Schwester Tzwetta Tzatschewa stand zwischen 1920 und 1927 ebenso in einigen Stummfilmproduktionen vor der Kamera. Ihr Bruder Iwan Tzatscheff war (zum Teil unter dem Künstlernamen Mario Parlo) als Tenor am Essener Stadttheater und an der Semperoper in Dresden tätig und war zeitweise mit der Schauspielerin und Sängerin Lori Leux verheiratet.

## Die „Tzatschewa-Diele“
Anfang der 1920er-Jahre wurde in Nürnberg die „Tzatschewa-Diele“ eröffnet, ein Tanzcafé mit Gemälden von Manja Tzatschewa, die der Nürnberger Kunstmaler Albert Maurer geschaffen hatte. Im Zweiten Weltkrieg wurde das Gebäude in der Luitpoldstraße durch Bombenangriffe zerstört.

## Filmografie
- 1917: Die sterbenden Perlen
- 1918: Die seltsame Geschichte des Baron Torelli
- 1918: Mr. Wu
- 1918: Der lebende Leichnam
- 1918: Madame d’Ora
- 1918: Der Teufel
- 1918: Die Japanerin
- 1918: Mein Wille ist Gesetz
- 1919: Moderne Töchter
- 1919: Opfer der Schmach (Die rote Laterne)
- 1919: Liebe
- 1919: Verlorene Töchter, 3. Teil: Die Menschen, die nennen es Liebe
- 1919: Haß
- 1920: Die sieben Todsünden
- 1920: Frauenliebe
- 1920: Götzendämmerung (Opfer der Keuschheit)
- 1920: Berlin W
- 1920: Schieber
- 1920: Sphinx[11]
- 1921: Der Mann ohne Namen (6 Teile)
- 1921: Söhne der Nacht (2 Teile)
- 1921: Der Schatten der Gaby Leed (Gesühnte Schuld)
- 1921: Die Perle des Orients
- 1921: Der schwere Junge (Die Zirkusbraut)
- 1922: Die Fürstin der Ozeanwerft
- 1922: Man soll es nicht für möglich halten (Maciste und die Javanerin)
- 1924: Der Mönch von Santarem
- 1925: Briefe, die ihn nicht erreichten
- 1925: Der Rebell von Valencia
- 1926: Annemarie und ihr Ulan

## Bildergalerie

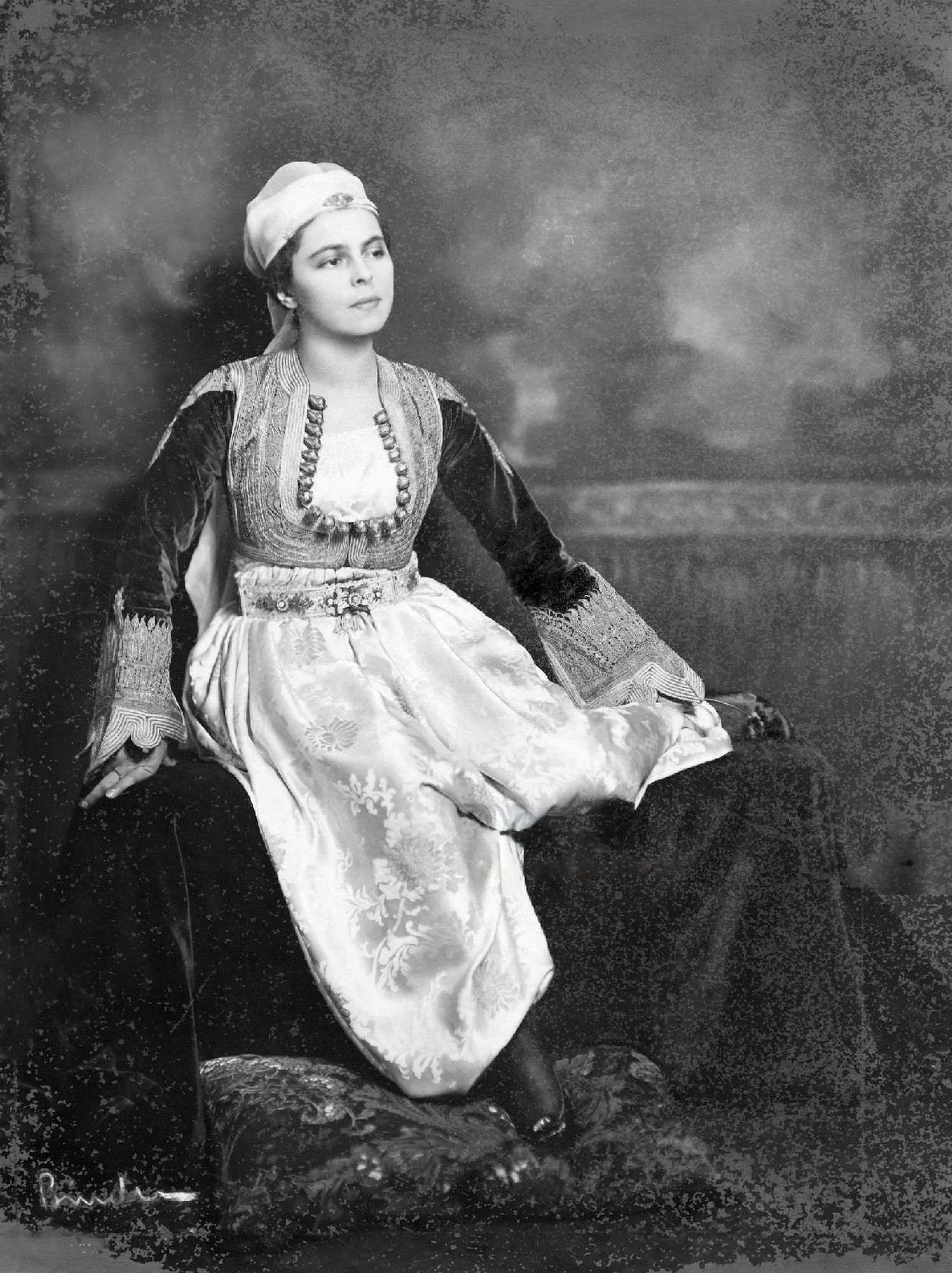
Manja Tzatschewa in bulgarischer Volkstracht (Alexander Binder, 1918)
Carl Meinhard und Manja Tzatschewa in Mr. Wu (1918)
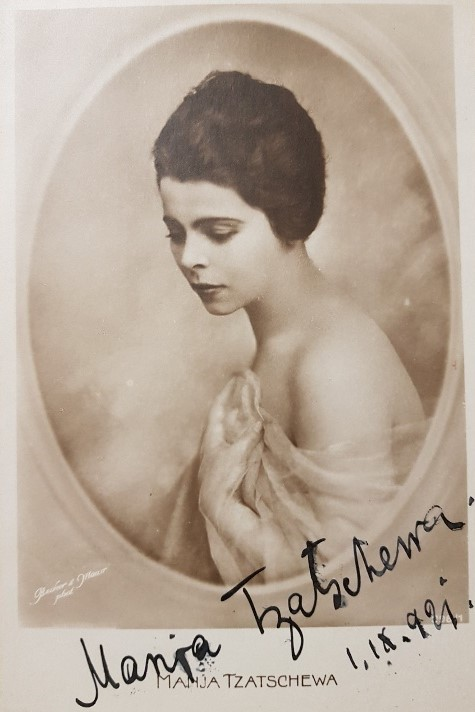
Manja Tzatschewa auf einer handsignierten Fotografie des Ateliers Becker und Maass (1921)
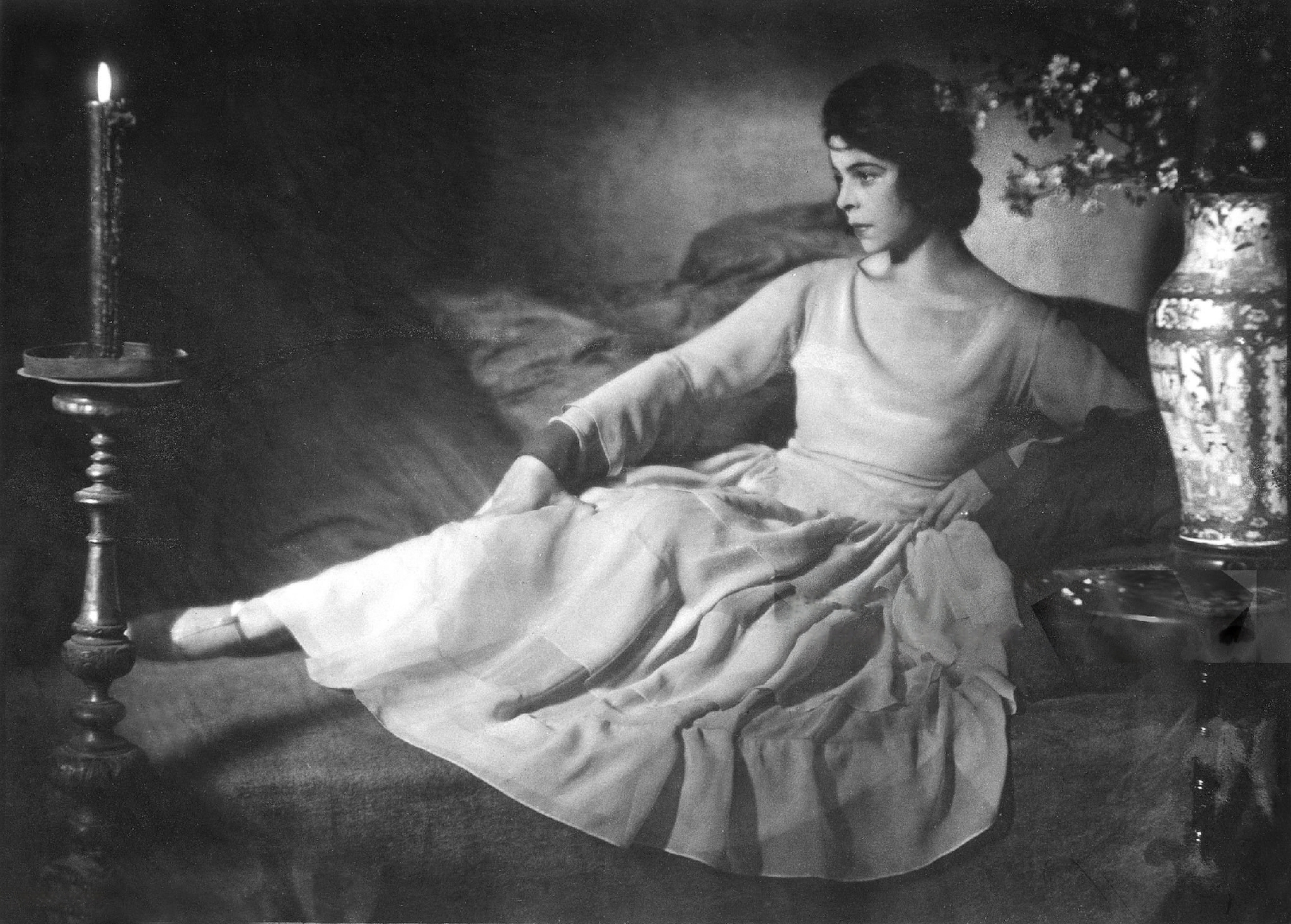
Manja Tzatschewa auf einer Fotografie von Karl Schenker (1922)
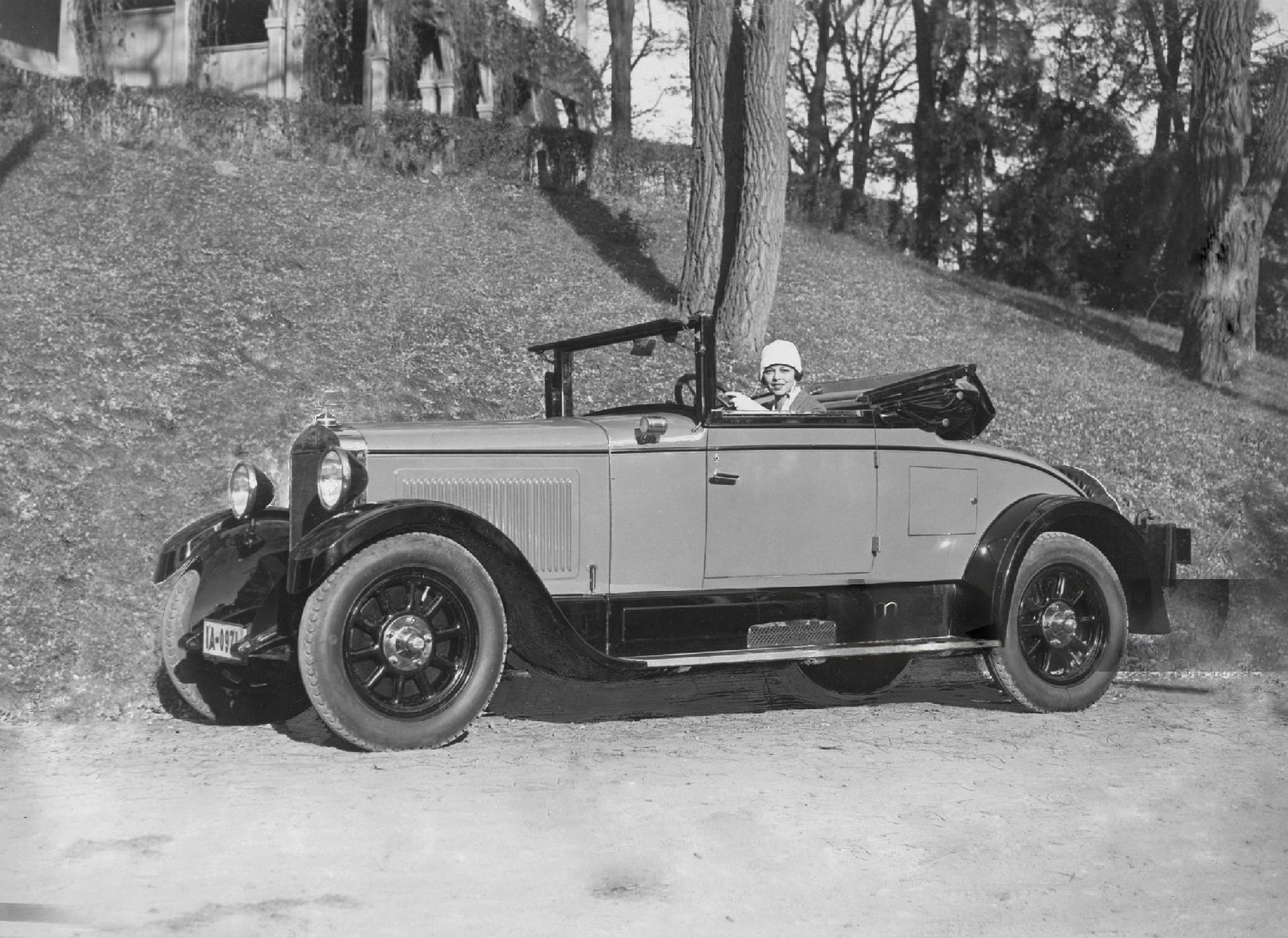
Manja Tzatschewa am Steuer ihres Horch-Cabriolets (Alexander Binder, 1928)